# إيدسون برايفهايد
إيدسون برايفهايد (بالهولندية:Edson Braafheid) لاعب كرة قدم سورينامي-هولندي (ولد في 8 أبريل 1983). هو أحد مدافعي نادي لاتسيو الإيطالي، وقد سبق له وأن لعب لبايرن ميونخ.

## روابط خارجية
- إيدسون برايفهايد على موقع الاتحاد الدولي (مؤرشف)  (الإنجليزية)
- إيدسون برايفهايد على موقع الاتحاد الأوربي (الإنجليزية)
- إيدسون برايفهايد على موقع قاعدة بيانات كرة القدم.إي يو (الإنجليزية)
- إيدسون برايفهايد على موقع بيانات كرة القدم. دي إي (الألمانية)
- إيدسون برايفهايد على موقع ناشيونال فوتبول تيمز (الإنجليزية)
- إيدسون برايفهايد على موقع Soccerbase.com (لاعب) (الإنجليزية)
- إيدسون برايفهايد على موقع Soccerway.com (الإنجليزية)
- إيدسون برايفهايد على موقع عالم كرة القدم.نت (الإنجليزية)
- إيدسون برايفهايد على موقع كووورة
- إيدسون برايفهايد على موقع AS.com (الإسبانية)